# Ne (Włochy)
Ne – miejscowość i gmina we Włoszech, w regionie Liguria, w prowincji Genua.
Według danych na rok 2004 gminę zamieszkiwały 2333 osoby, 36,5 os./km².